# 原胸牙蟲族
原胸牙蟲族（Protosternini）為鞘翅目水龜蟲科陸牙甲亞科（Sphaeridiinae）下的一族，本亞科物種大多以陸棲為主。

## 分類學
本族屬於水龜蟲科，估計於早白堊紀（約1.4至1.3億年前）分支出來。

## 生物學
Sphaerocetum屬與螞蟻具有交互作用的關係，目前該屬已知有兩物種整個生活史皆居於舉尾家蟻和弓背蟻的巢穴中。但其於三屬皆無此現象，其中原胸甲蟲屬主要棲息於腐敗的植物中。

## 成員屬別
- 原胸牙蟲屬 Protosternum Sharp, 1890
- Rhombosternum Balfour-Browne, 1942
- Mucetum Orchymont, 1926
- 陸牙甲屬 Sphaerocetum Fikáček, 2010